# Nicolette Hellemans
Nicolette Hellemans (Groninga, 30 novembre 1961) è un'ex canottiera olandese.
È sorella di Greet Hellemans, anche lei medagliata alle Olimpiadi di Los Angeles 1984.

## Palmarès

### Olimpiadi
- 2 medaglie:
  - 1 argento (Los Angeles 1984 nel due di coppia)
  - 1 bronzo (Los Angeles 1984 nell'otto)